# Igreja de Nossa Senhora do Amparo (Valença)

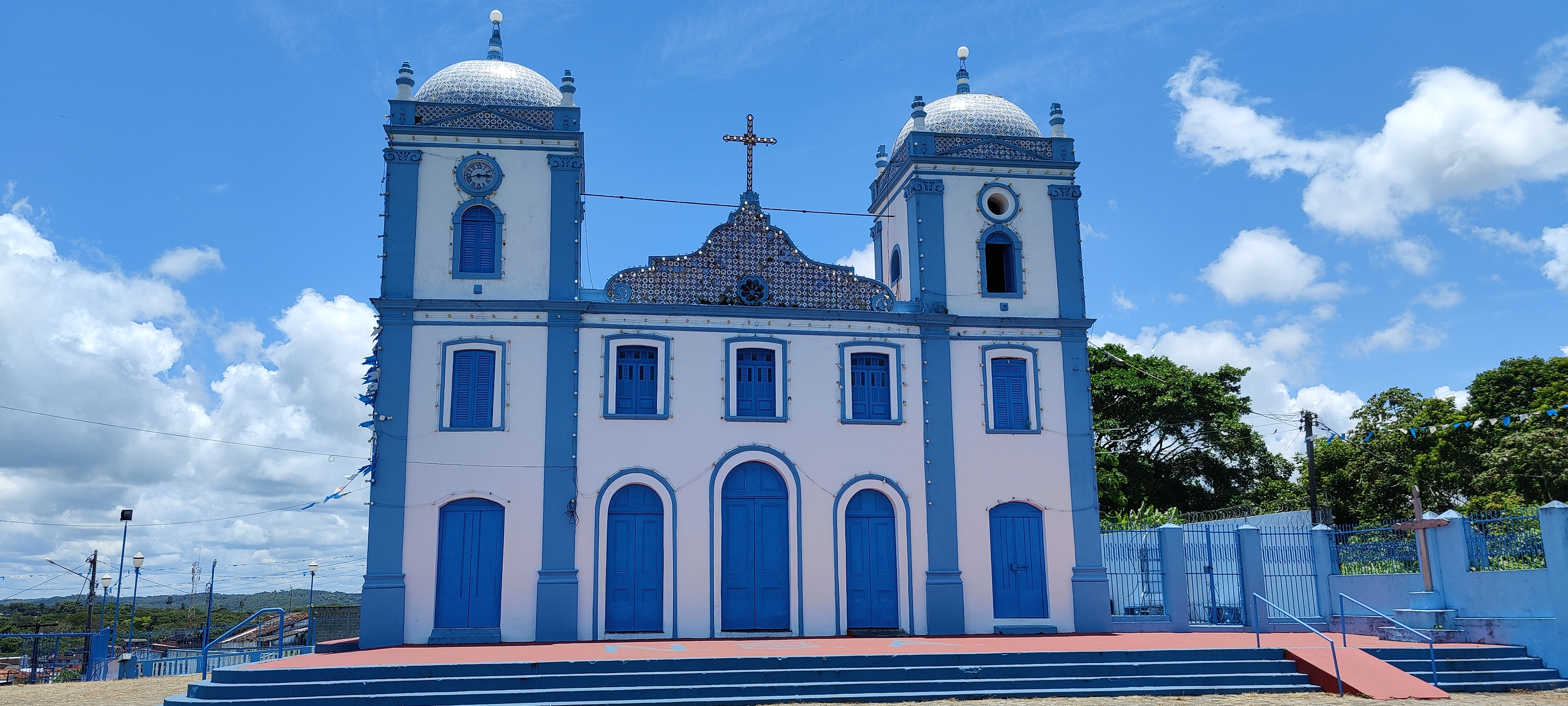
Igreja de Nossa Senhora do Amparo (2023)

A Igreja de Nossa Senhora do Amparo é um templo católico, dedicado a Nossa Senhora do Amparo, padroeira dos operários e de Valença, na Bahia, Brasil. Fica localizada em um dos pontos mais altos da cidade, conhecido como Alto do Amparo. De lá, visto a sua localização, é possível ter uma vista privilegiada da cidade de Valença, do Rio Una (rio que corta a cidade), manguezais e da Ilha de Tinharé, com destaque para o Morro de São Paulo, principal destino turístico da região.
Os festejos ocorrem entre os dias 30 de outubro a 8 de novembro, período este onde os praticantes e devotos celebram a Eucaristia e dão continuidade a uma cultura secular. Posteriormente, no dia 10 de novembro, comemora-se o dia da cidade de Valença.